# 산업단지개발지원센터
산업단지개발지원센터는 산업단지 지정관련 지원업무 전반을 지원하기 위하여 설립된 대한민국 국토교통부 소속기관으로 산업단지개발지원센터장은 고위공무원 나급(2~3급 상당)의 국토교통부 국토정책국장으로 하고, 구성원은 국토교통부 국토정책국 및 교통정책실에서 산업단지 개발업무와 관련된 업무를 담당하는 공무원으로 한다. 세종특별자치시 도움6로 11 정부세종청사 내에 위치하고 있다.

## 설립 근거
- 산업단지 인ㆍ허가 절차 간소화를 위한 특례법[1]

## 연혁
- 2008년 9월 6일 국토해양부 산업단지개발지원센터
- 2013년 3월 23일 국토교통부 산업단지개발지원센터

## 주요 업무
- 국가산업단지 지정 승인·협의
- 산업단지계획심의위원회 구성·운영
- 국가산업단지 지정·변경 승인 및 일반산업단지 협의 업무

## 같이 보기
- 한국산업단지공단